# Trichocentrum hoegei
Trichocentrum hoegei är en orkidéart som beskrevs av Heinrich Gustav Reichenbach. Trichocentrum hoegei ingår i släktet Trichocentrum och familjen orkidéer. Inga underarter finns listade i Catalogue of Life.